# スア・ラオ
スア・ラオはラオスの餅麹。

## 概要
稲藁やシダなどを用いず、米だけで作るのが東南アジアの他の餅麹と比較した時の大きな特徴である。米粉に既存のスア・ラオと水を加えて混ぜ、直径3cmほどの餅型にし、屋内の棚に3 - 4日置く。その後、天日で1 - 2日干して、冷めたら完成となり室内で保管する。
ラオ・ハイやラオ・ラオを作る際に用いられるほか、ノーンカーイ県やナコーンパノム県を通じて隣国のタイにも輸出されている。